# D-AMPS
D-AMPS（全稱Digital AMPS，「數碼AMPS」），正式標準號是IS-54及IS-136，技術上屬於第二代流動通訊，現已淘汰。
不少人將D-AMPS俗稱為「TDMA」，兩者是不同的。TDMA「分時多工」只是D-AMPS使用之多路復用（Multiple Access）技術；除了D-AMPS，GSM也使用TDMA。
D-AMPS是類比式第一代流動通訊技術AMPS之數碼版本，使用相同之824-849及869-894 MHz波段，亦是美國第一個數碼流動通訊標準。現已被GSM、CDMA（IS-95）淘汰。